# Превляк, Смаил
Смаил Превляк (босн. Smail Prevljak; род. 10 мая 1995, Коньиц) — боснийский футболист, нападающий хорватского клуба «Истра 1961» и сборной Боснии и Герцеговины.

## Клубная карьера

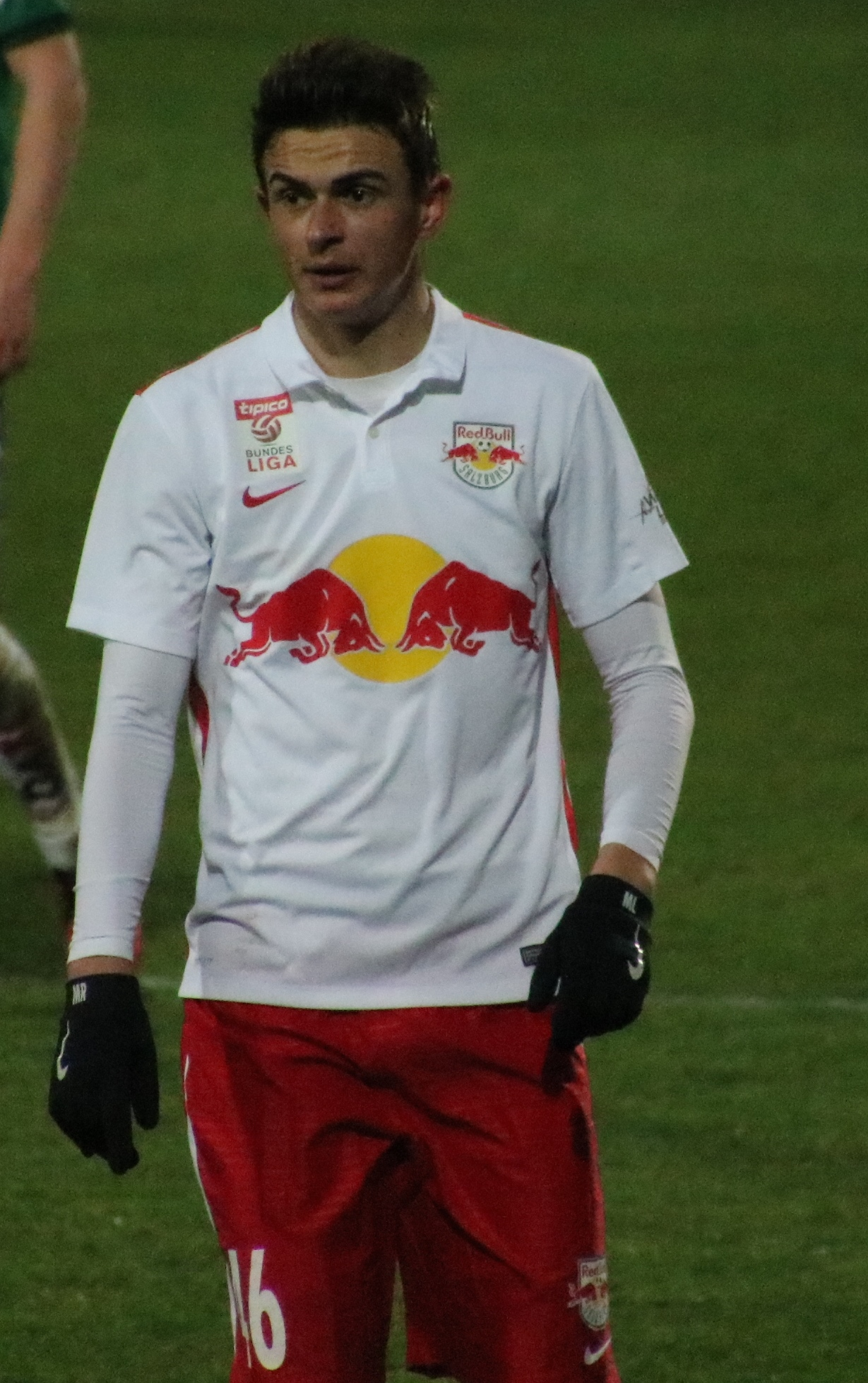
Превляк в составе «Ред Булл Зальцбург»

Превляк — воспитанник клубов «Игман» (Кониц) и «РБ Лейпциг» (Германия). 2 августа 2014 года в матче против «Аалена» он дебютировал во Второй Бундеслиге. Летом того же года Смаил подписал двухлетнее соглашение с фарм-клубом «Ред Булл Зальцбург» — «Лиферингом». 26 сентября в матче против «Аустрии» из Лустенау Превляк дебютировал в Первой лиге Австрии. 3 октября в поединке против «Ваккера» из Инсбрука он забил свой первый гол за «Лиферинг». В ноябре Смаил получил право тренироваться с основной командой «Ред Булла». 9 ноября в матче против «Альтаха» дебютировал в австрийской Бундеслиге. 23 августа 2015 года в поединке против венской «Аустрии» Смаил забил свой первый гол за «Ред Булл». В 2016 году Превляк стал чемпионом и обладателем Кубка Австрии.
Летом 2017 года Смаил на правах аренды перешёл в «Маттерсбург». 22 июля в матче против столичного «Рапида» он дебютировал за новую команду. В этом же поединке Превляк забил свой первый гол за «Маттерсбург». По итогам сезона он стал лучшим бомбардиром команды.
В январе 2020 года Смаил Превляк отправился в аренду в бельгийский «Эйпен».

## Международная карьера
23 марта 2018 года в товарищеском матче против сборной Болгарии Превляк дебютировал за сборную Боснии и Герцеговины.

## Достижения
«Ред Булл» Зальцбург
- Чемпион Австрии (2): 2015/16, 2018/19
- Обладатель Кубка Австрии (2): 2015/16, 2018/19